# Liste der Monuments historiques in Vornay
Die Liste der Monuments historiques in Vornay führt die Monuments historiques in der französischen Gemeinde Vornay auf.

## Liste der Bauwerke
| Bezeichnung       | Beschreibung              | Standort | Kennzeichnung | Schutzstatus | Datum | Bild           |
| ----------------- | ------------------------- | -------- | ------------- | ------------ | ----- | -------------- |
| Kirche St-Germain | Erbaut im 12. Jahrhundert | (Lage)   | PA00096936    | Classé       | 1911  | weitere Bilder |

## Liste der Objekte

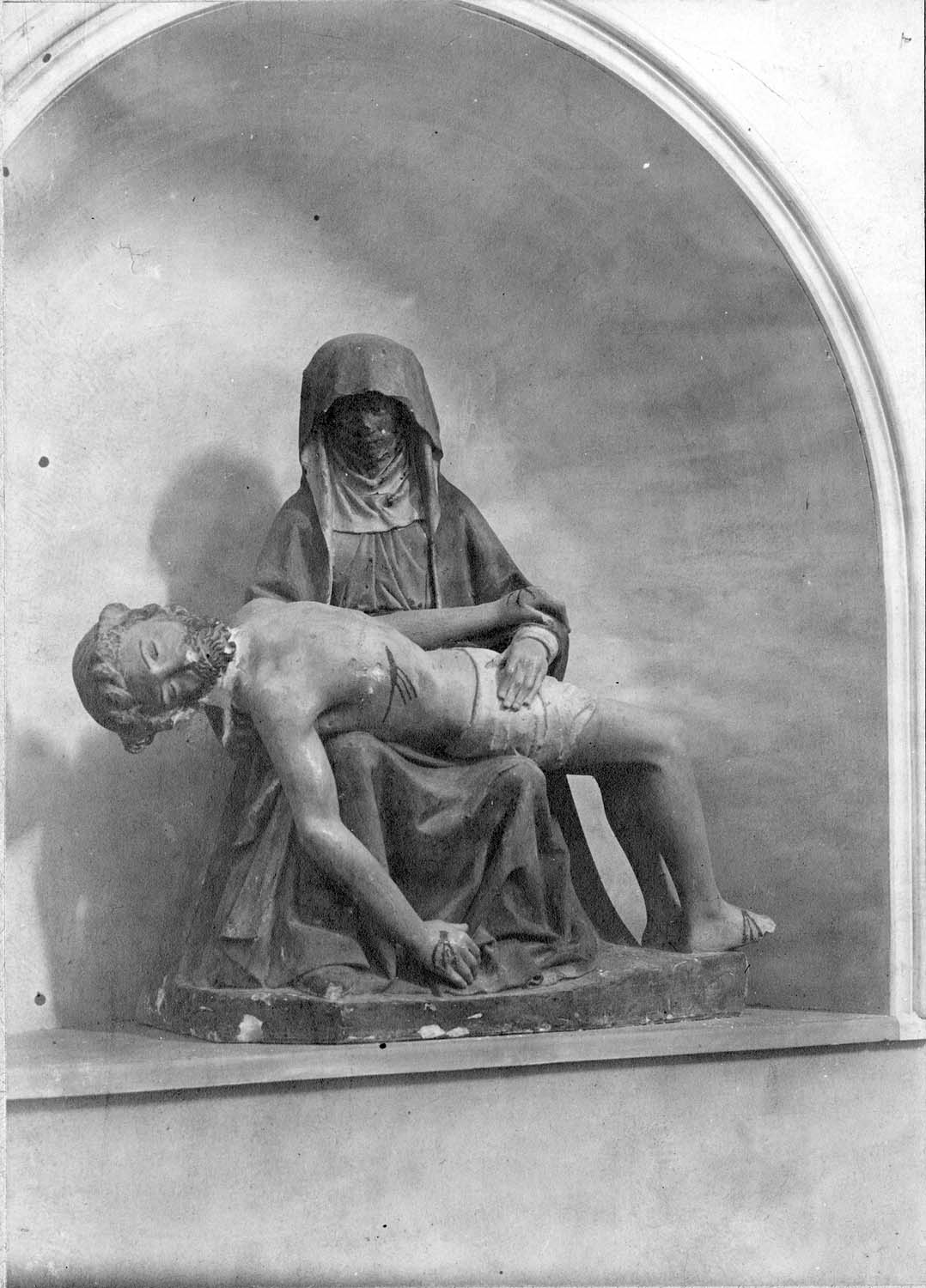
Pietà in der Kirche St-Germain

- Monuments historiques (Objekte) in Vornay in der Base Palissy des französischen Kultusministeriums